# Mas Perequintana i l'Albornar
Mas Perequintana i l'Albornar és una masia del municipi de l'Escala inclosa en l'Inventari del Patrimoni Arquitectònic de Catalunya.

## Descripció
Situat al nord-oest de la població de l'Escala i a uns dos quilòmetres d'Empúries, a la banda sud-oest del veïnat de Cinclaus, fora del recinte del castell.
Mas de planta rectangular format per cinc crugies disposades consecutivament. A mesura que l'edifici creix en direcció est, la llargada de les crugies va disminuint, així com l'amplada s'incrementa. La coberta és a dues vessants de teula, amb el vessant oest molt més llarg que l'est. Es troba distribuït en planta baixa i pis. El portal és d'arc de mig punt adovellat i la resta d'obertures de la façana són rectangulars i estan emmarcades amb pedra. De les que estan situades al pis, dues presenten els ampits motllurats. Al mig del parament hi ha un rellotge de sol. A la façana est hi ha un petit contrafort i una petita arcada de maons, tapiada. La construcció és de pedra sense treballar, amb la façana arrebossada.
Aïllat al nord del mas, deixant un petit espai al mig, hi ha un edifici de planta rectangular, amb coberta a un sol vessant i dos pisos, el qual presenta dues arcades bastides amb rajols, amb els pilars de pedra. Al pis, una obertura rectangular per accedir a la pallissa. L'obra és de pedra sense desbastar i material constructiu, lligat amb morter de calç.

## Història
El lloc de Cinclaus està emplaçat en una petita eminència rocosa al bell mig de la plana al·luvial al nord-oest de l'Escala, a 2 km d'Empúries, per on passa l'antic camí d'Empúries a França (via Heraklea) i constitueix un interessant conjunt arquitectònic bastit sobre un lloc de poblament romà. Aquest està format per una església de s. IX restaurada el s. XVIII, les restes d'un castell del s. XIV (formades per un portal i una torre) un pont de baixa edat mitjana, i cinc masies del final del XVII i principis del xviii.
El primer esment de Cinclaus es documenta l'any 958 amb el text de centum claves a les proes de jurisdicció, domini i successió en què el comte Gausfred reconeix aquest lloc com una de les nombroses propietats del latifundista Riculf. L'origen etimològic de centum, deriva de la centuriarització o parcel·lació del camp d'Empúries. Posteriorment, l'any 1402 apareix amb la forma Sinch Claus en un registre dels pobles del comtat d'Empúries incorporats a la Corona pel rei Martí l'Humà. El 1633, en un document de l'arxiu municipal de l'Escala, es registra com quinque clavibus.
Els conjunt de cinc masos varen ser construïts aprofitant elements de l'antic castell. En el cas del mas Peraquintana i l'Albornar, situat fora del recinte, devia ser l'antiga parada del camí.